# Computació d'alt rendiment

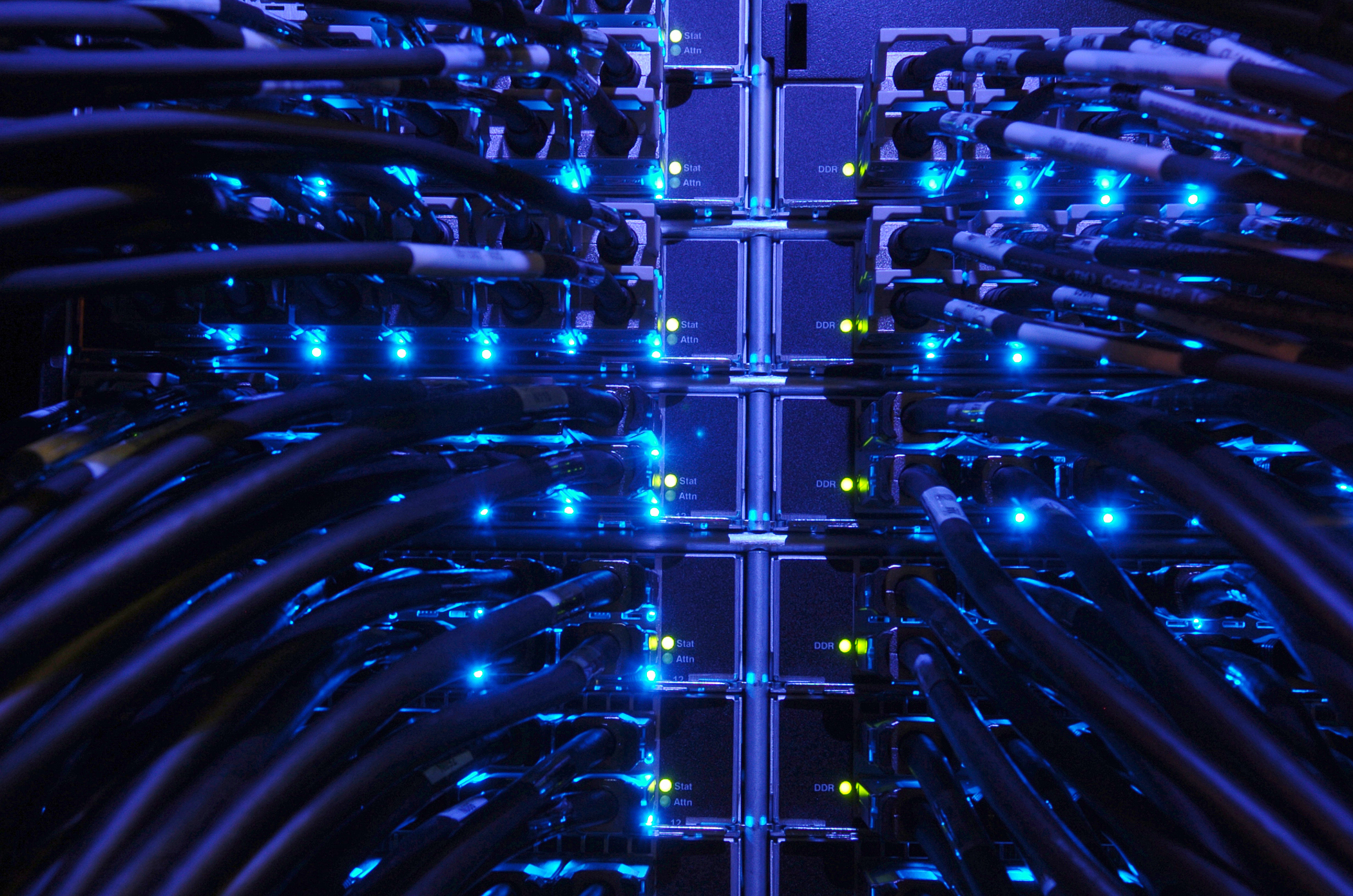
El Centre de Materials a Nanoescala a la Font Avançada de Fotons

La computació d'alt rendiment (HPC) utilitza superordinadors i clústers d'ordinadors per resoldre problemes de càlcul avançat. HPC integra l'administració de sistemes (entre aquests coneixements de xarxes i seguretat) i la programació paral·lela en un camp multidisciplinari que combina electrònica digital, arquitectura d'ordinadors, programari del sistema, llenguatges de programació, algorismes i tècniques computacionals. Les tecnologies HPC són les eines i els sistemes utilitzats per implementar i crear sistemes informàtics d'alt rendiment. Recentment, els sistemes HPC han passat de la supercomputació a la computació de clústers i graelles. A causa de la necessitat de connectar-se en xarxa en clústers i xarxes, s'estan impulsant les tecnologies de computació d'alt rendiment mitjançant l'ús d'una columna vertebral de xarxa col·lapsada, perquè l'arquitectura de la columna vertebral col·lapsada és fàcil de solucionar i les actualitzacions es poden aplicar a un únic encaminador en lloc de diversos.
El terme s'associa més sovint amb la informàtica utilitzada per a la investigació científica o la ciència computacional. Un terme relacionat, informàtica tècnica d'alt rendiment (HPTC), es refereix generalment a les aplicacions d'enginyeria de la computació basada en clúster (com ara la dinàmica de fluids computacional i la construcció i prova de prototips virtuals). HPC també s'ha aplicat a usos empresarials com ara magatzems de dades, aplicacions de línia de negoci (LOB) i processament de transaccions.
Com que la majoria de les aplicacions actuals no estan dissenyades per a tecnologies HPC, sinó que s'han adaptat, no estan dissenyades ni provades per escalar-les a processadors o màquines més potents. Atès que els clústers i les xarxes de xarxes utilitzen diversos processadors i ordinadors, aquests problemes d'escala poden paralizar sistemes crítics en futurs sistemes de supercomputació. Per tant, les eines existents no atenen les necessitats de la comunitat informàtica d'alt rendiment o la comunitat HPC desconeix aquestes eines. Alguns exemples de tecnologies comercials HPC inclouen:
- la simulació d'accidents de cotxe per al disseny estructural
- interacció molecular per al disseny de nous fàrmacs
- el flux d'aire sobre automòbils o avions

A les institucions governamentals i de recerca, els científics simulen la creació de galàxies, l'energia de fusió i l'escalfament global, així com treballen per crear previsions meteorològiques més precises a curt i llarg termini. El desè superordinador més potent del món l'any 2008, IBM Roadrunner (ubicat al Laboratori Nacional de Los Alamos del Departament d'Energia dels Estats Units) va simular el rendiment, la seguretat i la fiabilitat de les armes nuclears i en certifica la funcionalitat.

## TOP500
A la llista TOP500 es pot trobar una llista dels ordinadors d'alt rendiment més potents. La llista TOP500 classifica els 500 ordinadors d'alt rendiment més ràpids del món, segons el valor de referència LINPACK d'alt rendiment (HPL). No es mostren tots els ordinadors, ja sigui perquè no són elegibles (p. ex., no poden executar el benchmark HPL) o perquè els seus propietaris no han enviat una puntuació HPL (p. ex., perquè no volen que la mida del seu sistema esdevingui informació pública per a la defensa). motius). A més, l'ús de l'únic punt de referència LINPACK és controvertit, ja que cap mesura pot provar tots els aspectes d'un ordinador d'alt rendiment. Per ajudar a superar les limitacions de la prova LINPACK, el govern dels EUA va encarregar a un dels seus creadors, Jack Dongarra de la Universitat de Tennessee, la creació d'un conjunt de proves de referència que inclogués LINPACK i altres, anomenada suite de referència HPC Challenge. Aquesta suite en evolució s'ha utilitzat en algunes compres d'HPC, però, com que no es pot reduir a un sol número, no ha pogut superar l'avantatge publicitari de la prova TOP500 LINPACK menys útil. La llista TOP500 s'actualitza dues vegades l'any, una vegada al juny a la Conferència Europea de Supercomputació de l'ISC i una altra vegada a una Conferència de Supercomputació dels EUA al novembre.